# Zenélő út

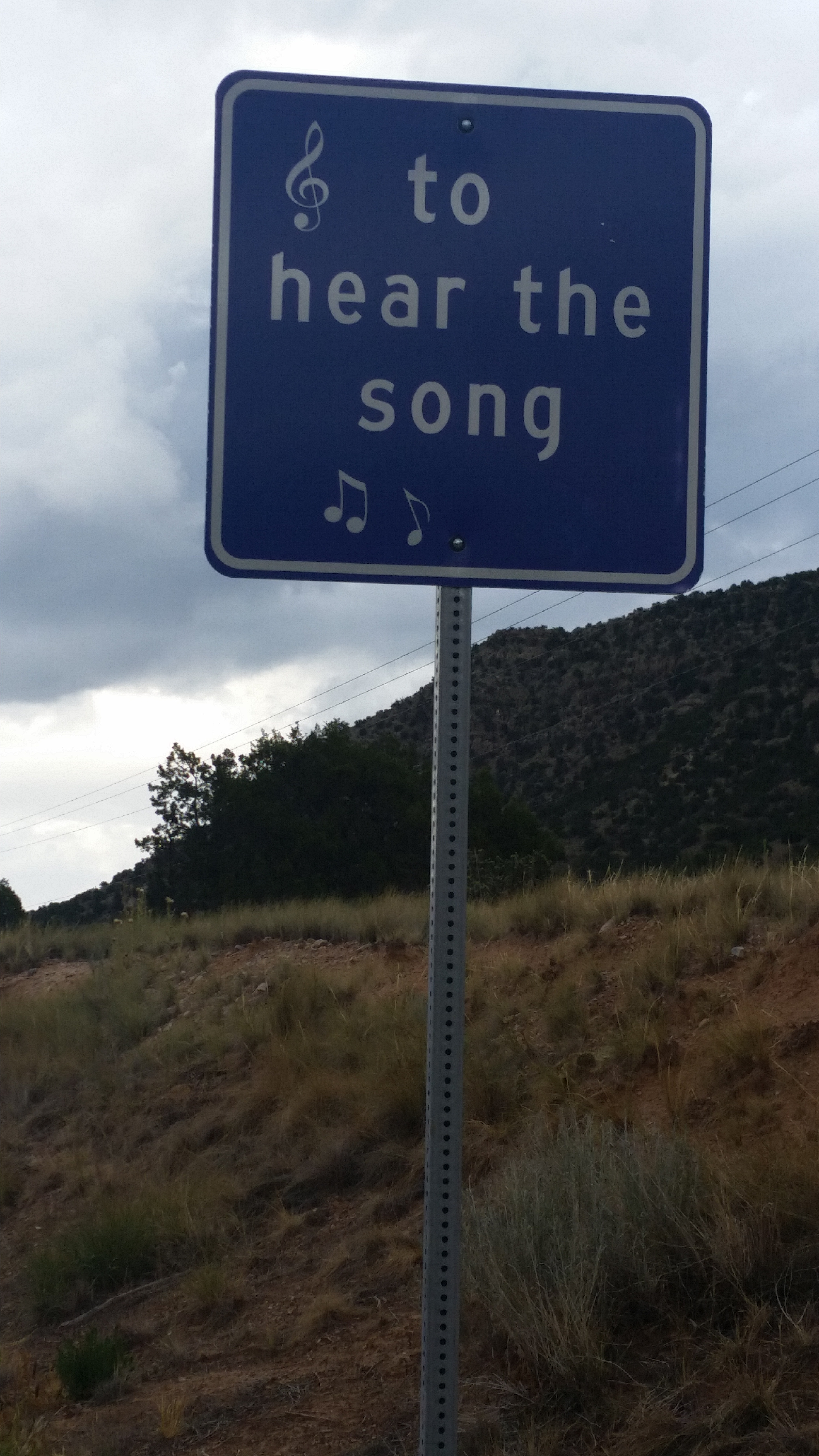

Az úgynevezett zenélő út lényege, hogy az aszfalt felső rétegén rovátkolást alakítottak ki, így azon autóval áthaladva különböző magasságú hangok hallhatók, amelyek magassága a barázdák mélységétől és egymástól való távolságuktól függ.
Az első zenélő utat 1995-ben építették meg Dániában.
Számos országban található zenélő út, így az Egyesült Államokban, Dániában, Dél-Koreában, Hollandiában, Indonéziában, Iránban, Japánban, Kínában, San Marinóban, Tajvanon, Ukrajnában.
A technológiát Magyarországon a 67-es főút 2019-ben átadott gyorsforgalmi szakaszán alkalmazták először.

## Zenélő utak országonként

### Dánia
Az első ismert zenélő út az 1995. októberében két dán művész, Steen Krarup Jensen és Jakob Freud-Magnus tervei alapján Gyllingben rázókövekből kialakított Asfaltofon. Az asfaltofon dallama egy F-dúr Arpeggio.

### Hollandia
A zenélő utat a frízföldi Jelsum település közelében alakították ki. A dallam Frízföld tartományi himnusza (De Alde Friezen) volt, de ha a gépjárművek nem tartották be a sebességkorlátozást, akkor hamisan szólalt meg. A helyiek panaszainak engedve a zenélő utat megszüntették.

### Indonézia
Indonézia első zenélő útját Jáva szigetén, a Solo–Kertosono Toll Road Ngawi–Kertosono közötti szakaszán 2019. december 20-án adták át. A dallam a Happy birthday to you első 6 hangjegye, de az ötödik hang egy félhanggal alacsonyabb.
Az útszakaszt a balesetek számának csökkentése céljából alakították ki. A dallam választását annak ismertsége indokolta.

### Magyarország

#### 67-es út
A kérdéses kb. 500 méter hosszú szakasz az R67-es főút 60. kilométere előtt (a Balatontól Kaposvár felé haladva, a Mernye és Mernyeszentmiklós közötti szakaszon) lett kialakítva, ahol a külső sávra 80 km/h sebességgel ráhajtva a Republic együttes A 67-es út című dalának dallama hallható.

#### 37-es út
A 37-es főúton a 2022-ben megnyitott Szerencs felé vezető pályán Gesztelynél egy 513 méteres szakaszon az Érik a szőlő, hajlik a vessző című népdal hallható.

#### 21-es út
A 21-es főúton 2024. szeptember 5-én adták át azt a Hatvan és Lőrinci közötti 550 méteres útszakaszt,  amelyen 80 km/h sebességgel haladva az Ismerős Arcok zenekar Nélküled című számának egy részlete hallható.

## Fordítás
- Ez a szócikk részben vagy egészben  a   Musical road című angol Wikipédia-szócikk ezen változatának fordításán alapul.  Az eredeti cikk szerkesztőit annak laptörténete sorolja fel. Ez a jelzés csupán a megfogalmazás eredetét és a szerzői jogokat jelzi, nem szolgál a cikkben szereplő információk forrásmegjelöléseként.